# Anglo-Catalaans psalter

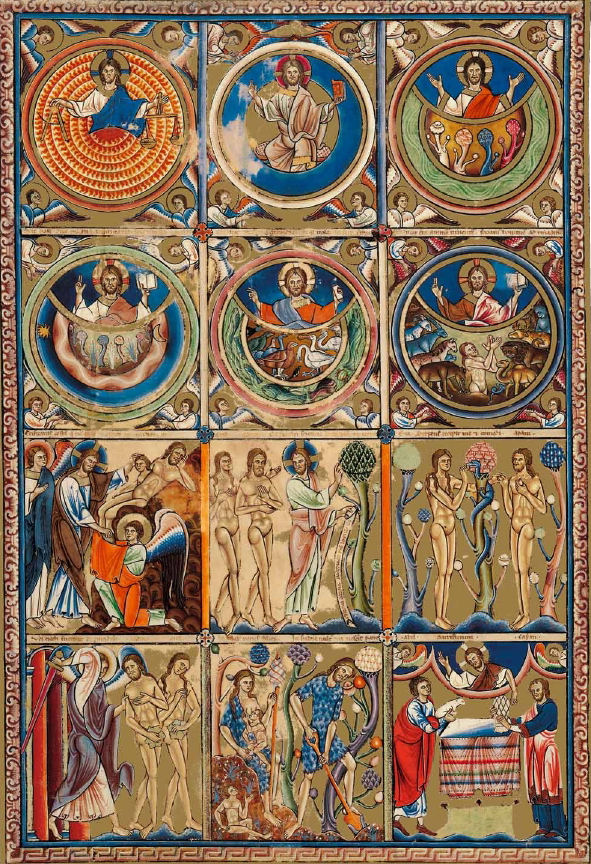
Anglo-Catalaans psalter, BnF Lat. 8846, f1r, Genesis: de schepping en de zondeval

Het Anglo-Catalaans psalter is een geïllumineerd psalter uit de late twaalfde eeuw, vervaardigd in Engeland, maar gedeeltelijk onafgewerkt gebleven. In de veertiende eeuw komt het in Catalonië terecht waar de verluchting werd vervolledigd. Het bevindt zich vandaag in de BnF onder het nummer Latin 8846.

## Beschrijving
Het Anglo-Catalaans Psalter is een van de psalters die waren gebaseerd op het Utrechts Psalter of meer precies op het Eadwine psalter dat op zijn beurt een kopie was van het Utrechts psalter. Het werd gekopieerd in Canterbury tussen ca. 1180 en 1200. Het bevat de Romeinse, de Gallische en de Hebreeuwse versies van het psalter. De verluchting is gedeeltelijk van een Engelse verluchter, een tijdgenoot van de scribent. Dit psalter bevat geen pentekeningen maar op een gouden achtergrond geschilderde miniaturen. In de veertiende eeuw, ca. 1340, duikt dit handschrift op in Catalonië, waar de verluchting wordt afgewerkt door meerdere Catalaanse kunstenaars, waarbij Ferrer Bassa. Ook al is dit handschrift eerder een kopie van het Eadwine Psalter, is het overduidelijk dat een aantal van de miniaturen teruggaan op het Utrechts psalter.
Het boek is niet volledig, het stopt bij vers 6 van psalm 92. De psalmen 93 tot 150 ontbreken dus.

## Het model
Het Eadwine Psalter stond model voor het Anglo-Catalaans psalter. Dit handschrift, dat zich nu in Cambridge in de Trinity College Library bevindt als Ms R.17.1, werd gemaakt omstreeks 1150 à 1160 en verder afgewerkt tussen 1160 en 1170. Het was geïnspireerd door het Utrecht psalter maar men kan niet echt van een kopie spreken want dit boek bevat vijf verschillende versies van de psalmen, de drie Latijnse namelijk de Gallische, de Romeinse en de Hebreeuwse en daarnaast een versie in het Oud-Engels, tussen de Romeinse versie en een Anglo-Normandische versie tussen de Hebreeuwse. Elke psalm heeft daarenboven een proloog en een collecta (afsluitend gebed). In dit boek werden de pentekeningen in kleurinkt gemaakt.

## Codicologische gegevens
Het psalter telt 181 perkamenten folia van 482 x 332 mm, waarvan 1 schutblad vooraan, 177 folia en 3 schutbladen achteraan. Het tekstblok meet 305 x 228 mm.
Het boek bestaat uit 23 katernen, een van 6 folia vooraan, dan 21 katernen van 8 folia en een laatste katern van 3 folia achteraan gevolgd door 3 schutbladen. De tekst is geschreven in een Gotische textura, mogelijk door één scribent.
De folia van het psalter zijn afgelijnd voor het schrijven van vijf kolommen. Op de recto zijden vinden we in de eerste kolom het Hebreeuwse psalter, de tweede bevat het Romeinse psalter en de vierde, die bijna drie keer zo breed is, het Gallicaanse psalter. Kolom drie en vijf bevatten glossen. Op de verso bladzijden vindt men het Gallicaanse psalter in de extra brede tweede kolom, het Romeinse in de vierde en het Hebreeuwse in de vijfde kolom. De glossen zijn dan te vinden in kolom één en drie. Tussen de lijnen van de Hebreeuwse versie vinden we een Anglo-Normandische versie (oud Frans) en hier en daar zijn Oud-Engelse glossen tussengevoegd in het Romeinse psalter. In het Gallicaanse psalter vinden we eveneens interlineaire glossen namelijk de Glossa Ordinaria. De prologen en de collecta’s en de andere teksten die niet tot de eigenlijks psalmen behoren worden over drie ongeveer gelijke kolommen verdeeld geschreven.
Het boek heeft een band uit de tijd van Napoleon, gemaakt door P. LeFebvre in 1809.

## Geschiedenis
Het psalter werd waarschijnlijk geschreven in de priorij van Christ Church in Canterbury tussen 1180 en 1190. Het handschrift werd slechts gedeeltelijk geïllustreerd en dit gebeurde waarschijnlijk op dezelfde plaats. In Engeland werd de verluchting gerealiseerd van de psalmen 1-39 (ff.10r-70r), de psalmen 42-44 (ff.75r, 76r en 78v), de psalm 48 (f.86v),  en de psalmen 50-51 (ff.90v, 92r).
Sommige onderzoekers menen dat dit psalter was opgevat als een soort model dat van bij de aanvang voor het vasteland bedoeld was, anderen zijn dan weer van oordeel dat het gezien de luxueuze uitvoering bedoeld was voor een hooggeplaatst persoon, misschien zelfs voor Henry II, Louis VII of Philipe Auguste.
In de veertiende eeuw duikt het handschrift op in Catalonië aan het hof Van Pedro de Ceremoniële. De koning zou aan Ferrer Bassa opdracht hebben gegeven om het handschrift af te werken, dit zou gerealiseerd zijn tussen 1350 en 1370. Ferrer Bassa zorgde voor de verluchting van de psalmen 40-41 (ff.72v, 73v), de psalmen 45-47 (ff.80v, 81v), psalm 49 (f.88v) en de psalmen 52-92(ff.93r-174r).
Het boek zou daarna in het bezit geweest zijn van Jean de France, duc de Berry volgens een publicatie van de Comte de Bastard, die zich daarvoor baseerde op de “Archives du Cher” die ondertussen spijtig genoeg bij een brand verloren zijn gegaan. Daarna is het boek terug te vinden in de bibliotheek van Margaretha van Oostenrijk de landvoogdes van de Nederlanden, waar het aan te wijzen is in inventarissen van 1516 en 1523. Het maakte misschien deel uit van de 78 handschriften die in 1511 door Charles de Croÿ aan Margaretha werden verkocht. Volgens een inventaris van 1565 ging het manuscript vervolgens naar Maria van Hongarije haar nicht. Haar ex libris was aangebracht in de vorige binding van het handschrift. Na de dood van Maria kwam het boek terecht bij de aartshertogen Albrecht en Isabella en via hen in de Librije van Bourgondië, de voorloper van de Koninklijke Bibliotheek van België. In 1794 werd het boek door de Franse troepen met de rest van de bibliotheek gestolen en naar Parijs getransporteerd. Een aantal van de gestolen manuscripten keerden na de val van Napoleon in 1815 terug naar Brussel, maar dit handschrift niet. Van de bibliotheek van Napoleon Bonaparte kwam het handschrift uiteindelijk terecht in de Bibliothèque nationale de France.

## Verluchtingsprogramma

### Voorprogramma (Engeland)
Het manuscript begint met acht volbladminiaturen die onderverdeeld zijn in twaalf vakken. In deze miniaturen wordt zoals in een stripverhaal het Oude (ff.1r-2v) en het Nieuwe Testament (ff.3-4) verteld.
Op folium 1 recto (f1r) vinden we afbeeldingen van de verhalen in het Bijbelboek Genesis van de schepping tot de zondeval en het offer van Kaïn en Abel. Op f1v vinden we uit hetzelfde boek het vervolg van het verhaal van Kaïn en Abel, het verhaal van de zondvloed, de geschiedenis van Abraham, Isaak en zijn zonen Jacob en Esau en het verhaal van Jozef die door zijn broers wordt verkocht aan de Ismaëlieten en zo in Egypte terechtkomt. Het verhaal van Jozef wordt verder gezet op f2r en dan volgt de illustratie van het Bijbelboek Exodus en de geschiedenis van Mozes. Op f2v ziet men een aantal scènes uit Deuteronomium en Jozua, onder meer de inname van Jericho. Verder worden enkele taferelen uit het leven van Koning David getoond om dan moeiteloos over te gaan naar Johannes de Doper.
Met folium 3 komen we terecht bij het Nieuwe Testament, f3r toont een aantal taferelen uit het begin van het openbare leven van Christus met onder meer het doopsel van Christus in de Jordaan, de bruiloft te Kana, de bekoringen van Christus in de woestijn en enkele mirakels. Op f3v worden dan enkele parabels uitgebeeld en nog een aantal mirakels die in de evangelies worden beschreven, met onder meer een duiveluitdrijving. Een boom van Jesse, met 18 medaillons in drie kolommen vindt men op f4r. De middelste kolom toont Christus, zijn moeder de maagd Maria en daaronder drie koningen waarbij waarschijnlijk Salomon en David, helemaal onderaan ziet men Jesse of Isaï, de vader van David. In de kolommen links en rechts worden apostelen en profeten afgebeeld, met links bovenaan Petrus en rechts Paulus, de anderen zijn niet herkenbaar omdat ze geen herkenbare symbolen hebben. Op f4v vindt men naast de annunciatie een aantal miniaturen rond de geboorte van Christus met de geboorte zelf, de aankondiging aan de herders, het bezoek van de drie wijzen, de opdracht in de tempel, de vlucht naar Egypte en de Kindermoord van Bethlehem.

### De Engelse miniaturen (ca.1180-1190)
Dan volgen 52 miniaturen, bladbreed en ongeveer 15 cm hoog, met een miniatuur aan het begin van elke psalm. Dit zijn de miniaturen die origineel in Engeland werden geschilderd of waarvan de basistekening in Engeland werd gemaakt (f72v, 73v, 80v, 81v, 82v en 86v). Ze zouden geïnspireerd zijn door de iconografie die gebruikt werd in het Utrechts psalter, zoals daar zijn het dikwijls letterlijke illustraties van zinnen of woorden uit de psalm waar ze bij horen. In tegenstelling tot de verluchting in het Utrechts psalter zijn deze miniaturen wel geschilderd. De miniaturen hebben een gouden achtergrond en er werden voornamelijk blauwe, bruine en roze tinten gebruikt met hier en daar groen. De architecturale elementen in de miniaturen doen nog steeds denken aan de antieke oudheid of zijn Byzantijns van stijl te noemen. De illustraties van het eerste deel zijn zeer narratief gemaakt, zo zien we op f20r bij de illustratie van psalm 11 Christus die uit zijn mandorla stapt om een speer aan te reiken aan een engel die met die speer onderaan rechts de “slechten” bedreigd.

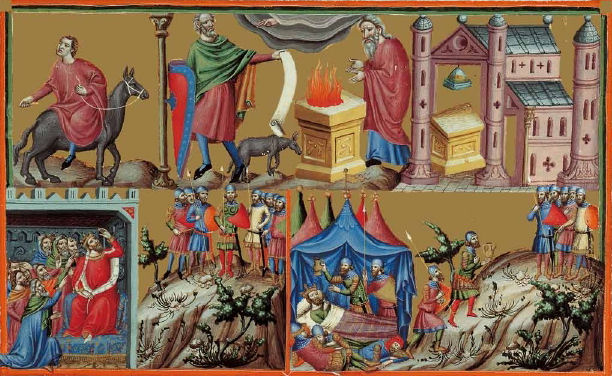
Anglo-Catalaans psalter, BnF Lat. 8846, f93r, Illustratie bij psalm 53

De miniatuur die psalm 53 illustreert is vrij bijzonder in die zin dat het bovendeel weliswaar in Catalonië werd geschilderd, maar het was de laatste miniatuur in het boek die gebaseerd was op een Engelse ondertekening wat duidelijk te zien is aan het gebouw en de thematiek. In het onderste deel is het ontwerp en de uitvoering van de Catalaanse kunstenaar. We zien het verhaal van David die door Saul wordt opgejaagd, maar 's nachts de beker en de speer van de koning uit diens tent steelt en daarmee zijn goede bedoelingen bewijst, want hij had evengoed Saul kunnen doden. Het thema heeft maar van ver met de psalm te maken.

### De Catalaanse miniaturen (ca.1350-1370)
Daarop volgen 46 miniaturen eveneens bladbreed en 15 tot 25 cm hoog. Dit zijn de miniaturen die door Ferrer Bassa werden ontworpen en geschilderd. Ze zijn meestal verdeeld in drie banden die op hun beurt verdeeld zijn in twee compartimenten. Ze staan totaal los van de iconografie die gebruikt werd in het Utrechts psalter en zijn stilistisch volledig verschillend van de miniaturen in het eerste deel van het boek, de gebouwen bijvoorbeeld zijn eigentijds. De stijl is nog Gotisch maar de invloed van de Italiaanse voorlopers van de Internationale gotiek is duidelijk te merken. De miniaturen in dit tweede deel werden waarschijnlijk door verschillende kunstenaars gemaakt maar zijn stilistisch gezien toch zeer homogeen wat doet denken aan een aantal artiesten die samenwerkten onder de leiding van één persoon die de stijl bepaalde. De thematiek in het tweede deel is totaal verschillend. Hier wordt niet meer uitgegaan van letterlijke interpretatie van woorden of zinnen maar wordt naar een bredere achtergrond gekeken. Dikwijls worden daarbij Oudtestamentische scènes naast de overeenkomstige Nieuwtestamentische geplaatst zoals bij de illustratie van psalm 77 op f135r toont.

## Weblinks
- Afbeeldingen op de website van Moleiro
- Document met enkele miniaturen. Moleiro
- Psautier Illustré (XIII Siècle) met zwart-wit afbeeldingen en beschrijving van alle miniaturen.

Albanus Psalter · Anglo-Catalaans psalter · Arundel psalter · Psalter van Blanche van Castilië · Cathach van Sint-Columba · Dagulf-psalter · Eadwine psalter · Fécamp psalter · Harley psalter · Hunter psalter · Ingeborgpsalter · Kopenhagen psalter · Leidse Psalter van Lodewijk de Heilige · Psalter van Jean de Berry · Psalter van Lodewijk de Duitser · Luttrell psalter · Macclesfield Psalter · Parijse Psalter van Lodewijk de Heilige · Melisende Psalter · Queen Mary Psalter · Tiberius Psalter · Utrechts Psalter · Wachtendonckse Psalmen